# Floorballverband Rheinland-Pfalz/Saarland
Der Floorballverband Rheinland-Pfalz/Saarland e. V. (Eigenschreibweise: floorball rlp/saar) ist der Floorball-Verband der Bundesländer Saarland und Rheinland-Pfalz. floorball rlp/saar ist Mitglied im Floorball-Verband Deutschland.

## Zweck des Verbandes
Zweck von  floorball rlp/saar  ist die Organisation des Floorball-Ligabetriebes für den Raum Rheinland-Pfalz/Saarland.

## Mitglieder
Die folgenden vier Vereine sind Mitglied des floorball rlp/saar (Stand: Januar 2025):
- Floorball Mainz
- VBC Olympia 72 Ludwigshafen
- Fit und Gesund Hechtsheim
- Black Pitballs St. Wendel